# Paul Horn
Paul Horn (New York, 17 marzo 1930 – Vancouver, 29 giugno 2014) è stato un flautista e sassofonista statunitense, pioniere della musica new age ed ambient.

## Discografia
- House of Horn (Dot, 1957)
- Plenty of Horn (Dot, 1958)
- Impressions! (World Pacific, 1959)
- Something Blue (HiFi Jazz, 1960)
- The Sound of Paul Horn (Columbia, 1961)
- Profile of a Jazz Musician (Columbia, 1962)
- Impressions of Cleopatra (Columbia, 1963)
- Jazz Suite on the Mass Texts (RCA Victor, 1964), scritto da Lalo Schifrin
- Cycle (RCA Victor, 1965)
- Here's That Rainy Day (RCA Victor, 1966)
- Monday, Monday (RCA Victor, 1966), compositore Oliver Nelson
- Paul Horn In India (1967, World Pacific), compositori Paul Horn, Ravi Shankar e Allaudin Kahn
- Paul Horn In Kashmir (1967, World Pacific)
- Inside (1969, Epic) (also known as Inside the Taj Mahal)
- Paul Horn and the Concert Ensemble (1970, Ovation Records)
- Inside II, (1972, Epic)
- Visions (1974, Epic)
- Altura Do Sol /The Altitude of the Sun (1975, Epic), compositore Egberto Gismonti
- Special Edition (1975, Mushroom Records)
- Nexus (1975, Epic)
- Inside the Great Pyramid (1976)
- Dream Machine (1978, Mushroom Records), arrangiameti di Lalo Schifrin
- Riviera Concert (1980)
- China (1981, Golden Flute Records), con David M.Y. Liang
- Inside the Cathedral (1983)
- Jupiter 8 (1983, Golden Flute Records), con Ralph Dyck
- Paul Horn in Concert (1984, Golden Flute Music), con David Friesen e Ralph Hooper
- Traveler (1985)
- Sketches: A Collection, (1986, Golden Flute Records)
- The Peace Album (1988) – musica di Natale
- Brazilian Images (1989)
- Inside the Taj Mahal, Volume 2 (1989)
- Nomad (1990)
- Africa (1994)
- Music (1997)
- Inside Canyon de Chelly (1997) – con R. Carlos Nakai
- Inside Monument Valley (1999) – con Nakai
- Tibet: Journey to the Roof of the World (2000)
- Imprompture (2001)
- Journey Inside Tibet (2001)

## Filmografia
- Un secchio di sangue - sassofono alla intro, regia di Roger Corman (1959)
- Piombo rovente, regia di Alexander Mackendrick (1957)